# Breaking Surface
Breaking Surface är en svensk thrillerfilm från 2020. Filmen är regisserad av Joachim Hedén, som även skrivit manus.
Filmen hade premiär i Sverige den 14 februari 2020, utgiven av Nordisk Film.
Vid Guldbaggegalan 2021 vann filmen pris för bästa klippning och för bästa visuella effekter.

## Om filmen
Breaking Surface visades i SVT den 11 juni 2021.

## Handling
Filmen handlar om halvsyskonen Ida och Tuva. På deras årliga vinterdyk i Nordnorge sker ett stenras som får Tuva att fastna på 30 meters djup. Deras utrustning begravs och tiden för att rädda Tuva börjar rinna ut.

## Rollista (i urval)
- Moa Gammel – Ida
- Madeleine Martin – Tuva
- Trine Wiggen – Anne
- Maja Söderström – Idas dotter
- Olle Wirenhed – Idas man
- Ingrid Pettersen – Tuva som ung
- Ima Jenny Hallberg – Ida som ung